# Houilles
Houilles település Franciaországban, Yvelines megyében. Lakosainak száma 33 617 fő (2022. január 1.). Houilles Carrières-sur-Seine, Sartrouville és Bezons községekkel határos.

## Népesség
A település népességének változása:
| Lakosok száma | 32 287 | 31 981 | 32 064 | 32 151 | 32 449 | 32 801 | 33 250 | 33 449 | 33 617 |
|               | 2013   | 2015   | 2016   | 2017   | 2018   | 2019   | 2020   | 2021   | 2022   |